# Кольчугинский район
Кольчу́гинский райо́н — административно-территориальная единица (район) и муниципальное образование (муниципальный район) на северо-западе Владимирской области России.
Административный центр — город Кольчугино.

## География
Площадь 1 170 км² (13-е место в области). Район разделён на две части небольшой рекой Пекшой (левый приток реки Клязьмы). Отсутствуют крупные естественные озёра, однако на Пекше есть крупное Кольчугинское водохранилище.
Район расположен на северо-восточном окончании Смоленско-Московской возвышенности в окрестностях Клинско-Дмитровской гряды с типичным подтаёжным ландшафтом.  Наиболее высокая точка района 236 метров над уровнем моря.  На возвышенных местах сохранился моренный рельеф последнего оледенения (10–15 тысяч лет назад). Морены Кольчугинского района состоят из суглинков и глины со значительным количеством щебня, валунов и песка, часто перекрыты бескарбонатными покровными суглинками. В районе преобладают елово-мелколиственные леса.

### Природные ресурсы
Флора района насчитывает 594 вида сосудистых растений. Это наиболее флористически бедный район Владимирской области, поскольку он полностью лежит в пределах одного природного района (восточная сглаженная окраина Клинско-Дмитровской гряды, а также небольшой фрагмент Ополья).

## История
- Первоначально Кольчугинский район был образован в составе Владимирской губернии постановлением НКВД РСФСР от 5 июня 1920 года. В него вошли Завалинская волость из Покровского уезда, Давыдовская и Есиплевская волости из Юрьев-Польского уезда. 13 июня 1921 года при ликвидации Покровского уезда к району были присоединены Дубковская и Коробовщинская волости.
- 8 мая 1924 года постановлением ВЦИК Кольчугинский район был ликвидирован и образована Кольчугинская волость, переданная в Юрьев-Польский уезд[5].
- Повторно район образован 10 апреля 1929 года в составе Александровского округа Ивановской Промышленной области из части территорий Александровского уезда Владимирской губернии и Юрьев-Польского уезда Иваново-Вознесенской губернии.
- На 1 января 1940 года в состав района входили город Кольчугино и 21 сельсовет: Бавленский, Беречинский, Богородский, Вауловский, Давыдовский, Дубковский, Ельцинский, Есиплевский, Завалинский, Зиновьевский, Золотухинский, Кожинский, Коробовщинский, Литвиновский, Лычевский, Новобусинский, Новофетиньенский, Олисавинский, Святковский, Снегиревский, Флорищинский[6].
- 8 апреля 1941 года город Кольчугино отнесен к категории городов областного подчинения, выведен из состава района, оставаясь его административным центром.
- С 14 августа 1944 года Кольчугинский район в составе Владимирской области.
- 30 августа 1948 года Кольчугинский район был ликвидирован, образована пригородная зона города Кольчугина, административно подчиненная Кольчугинскому городскому совету.
- В 1963 году пригородная зона города Кольчугина ликвидирована: 8 сельсоветов (Беречинский. Вауловский, Есиплевский, Ильинский, Коробовщинский, Литвиновский, Лычевский и Новобусинский) перешли в Юрьев-Польский сельский район; 1 сельсовет (Макаровский) перешёл в Струнинский сельский район; 2 сельсовета (Завалинский и Ельцинский) перешли в Собинский сельский район.
- 12 января 1965 года Кольчугинский район был вновь образован в составе 11 сельсоветов: Беречинский, Вауловский, Ельцинский, Есиплевский, Завалинский, Ильинский, Коробовщинский, Литвиновский, Лычевский, Новобусинский, Флорищинский и рабочего посёлка Бавлены.
- В 1978 году Беречинский сельсовет был переименован в Белореченский в связи с перенесением центра в поселок Белая Речка.
- В 1979 году упразднен Коробовщинский сельсовет с передачей населённых пунктов в состав Белореченского сельсовета.
- В 1981 году образован Большекузьминский сельсовет с включением в него части населённых пунктов Лычевского сельсовета.
- В 1983 году образован Павловский сельсовет с включением в него части населённых пунктов Ельцинского сельсовета.
- В 1984 году посёлок Белая Речка отнесён к посёлкам городского типа, упразднён Белореченский сельсовет с передачей населённых пунктов в состав вновь образованного Раздольевского сельсовета[7].
- В 1998 году в результате административно-территориальной реформы все сельские советы преобразованы в сельские округа.
- В соответствии с Законами Владимирской области от 30 декабря 1999 года № 58-ОЗ[8] и 6 марта 2000 года № 11-ОЗ[9] город Кольчугино и Кольчугинский район были объединены в одно муниципальное образование округ Кольчугино.
- В соответствии с Законом Владимирской области от 10 декабря 2001 года № 130-ОЗ как административно-территориальная единица области Кольчугинский район сохранил свой статус[10].
- В 2001 году в состав города Кольчугина включен рабочий посёлок Белая Речка[11], ликвидирован Вауловский сельский округ.
- В 2004 году рабочий посёлок Бавлены отнесён к категории сельских населённых пунктов, образован Бавленский сельский округ.
- В соответствии с Законом Владимирской области от 1 декабря 2004 года № 216-ОЗ[12] округ Кольчугино как муниципальное образование был наделён статусом городского округа.
- В соответствии с Законом Владимирской области от 16 мая 2005 года № 64-ОЗ[13], отменившим действие предыдущего закона, округ Кольчугино был переименован в Кольчугинский район и наделён статусом муниципального района в составе 1 городского и 5 сельских поселений. Город Кольчугино вошёл в состав муниципального района как городское поселение.

## Население
| 1939    | 1970    | 1979    | 1989    | 2002    | 2009    | 2010    | 2011    | 2012    |
| ------- | ------- | ------- | ------- | ------- | ------- | ------- | ------- | ------- |
| 58 947  | ↗62 241 | ↘61 797 | ↗61 913 | ↘58 464 | ↘55 890 | ↗56 351 | ↘56 198 | ↘55 581 |
| 2013    | 2014    | 2015    | 2016    | 2017    | 2018    | 2019    | 2020    | 2021    |
| ↘54 986 | ↘54 482 | ↘54 094 | ↘53 604 | ↘53 333 | ↘52 807 | ↘52 431 | ↘51 462 | ↘49 656 |

### Урбанизация
В городских условиях (город Кольчугино) проживают  76 % населения района.

### Национальный состав
По итогам переписи населения 2020 года проживали следующие национальности (национальности менее 0,1 % и другое, см. в сноске к строке «Другие»):
| Национальность | Численность, чел. | Доля     |
| -------------- | ----------------- | -------- |
| Русские        | 44 491            | 89,60 %  |
| Таджики        | 1263              | 2,54 %   |
| Армяне         | 417               | 0,84 %   |
| Украинцы       | 260               | 0,52 %   |
| Цыгане         | 231               | 0,47 %   |
| Узбеки         | 216               | 0,43 %   |
| Татары         | 182               | 0,37 %   |
| Азербайджанцы  | 99                | 0,20 %   |
| Белорусы       | 71                | 0,14 %   |
| Другие         | 2426              | 4,89 %   |
| Итого          | 49 656            | 100,00 % |

## Муниципально-территориальное устройство
В Кольчугинский район как муниципальный район входят 6 муниципальных образований, в том числе 1 городское и 5 сельских поселений:
| №        | Муниципальное образование | Административный центр | Количество населённых пунктов | Население | Площадь, км2 |
| -------- | ------------------------- | ---------------------- | ----------------------------- | --------- | ------------ |
| 1e-06    | Городское поселение:      |                        |                               |           |              |
| 1        | город Кольчугино          | город Кольчугино       | 10                            | ↘38 466   | 40,72        |
| 1.000002 | Сельские поселения:       |                        |                               |           |              |
| 2        | Бавленское                | посёлок Бавлены        | 13                            | ↗3703     | 80,26        |
| 3        | Есиплевское               | село Есиплево          | 20                            | ↘683      | 148,94       |
| 4        | Ильинское                 | посёлок Большевик      | 17                            | ↘1047     | 137,01       |
| 5        | Раздольевское             | посёлок Раздолье       | 67                            | ↗3143     | 520,19       |
| 6        | Флорищинское              | посёлок Металлист      | 16                            | ↗898      | 242,90       |

## Населённые пункты
В районе 143 населённых пункта:
| №   | Населённый пункт    | Тип     | Население | Муниципальное образование |
| --- | ------------------- | ------- | --------- | ------------------------- |
| 1   | Абрамовка           | деревня | ↗22       | город Кольчугино          |
| 2   | Авдотьино           | деревня | ↘0        | Раздольевское             |
| 3   | Алексино            | село    | ↗39       | Ильинское                 |
| 4   | Алешки              | деревня | →4        | Флорищинское              |
| 5   | Бавлены             | посёлок | ↗2900     | Бавленское                |
| 6   | Бавлены             | село    | ↘48       | Бавленское                |
| 7   | Бакинец             | деревня | ↗11       | Раздольевское             |
| 8   | Барановка           | деревня | ↗9        | Раздольевское             |
| 9   | Барыкино            | деревня | ↘22       | Есиплевское               |
| 10  | Барыкино            | деревня | ↗7        | Ильинское                 |
| 11  | Башкирдово          | деревня | ↗13       | Есиплевское               |
| 12  | Берёзовая Роща      | деревня | ↘6        | Раздольевское             |
| 13  | Беречино            | село    | ↗292      | Раздольевское             |
| 14  | Богородское         | село    | ↗32       | Флорищинское              |
| 15  | Болдинка            | деревня | ↘0        | Бавленское                |
| 16  | Большевик           | посёлок | ↘217      | Ильинское                 |
| 17  | Большое Братцево    | деревня | ↗9        | Ильинское                 |
| 18  | Большое Григорово   | деревня | ↗14       | Раздольевское             |
| 19  | Большое Забелино    | деревня | ↗11       | Ильинское                 |
| 20  | Большое Кузьминское | село    | ↘668      | Бавленское                |
| 21  | Борисцево           | деревня | ↘4        | Есиплевское               |
| 22  | Бусино              | деревня | →0        | Раздольевское             |
| 23  | Бухарино            | деревня | ↘2        | Есиплевское               |
| 24  | Ваулово             | село    | ↘103      | Раздольевское             |
| 25  | Вишнёвый            | посёлок | ↘258      | Раздольевское             |
| 26  | Воронцово           | деревня | ↗50       | Раздольевское             |
| 27  | Воскресенское       | село    | ↗11       | Раздольевское             |
| 28  | Глядки              | деревня | ↗11       | Бавленское                |
| 29  | Гольяж              | деревня | ↗101      | город Кольчугино          |
| 30  | Горбатовка          | деревня | ↘6        | Раздольевское             |
| 31  | Городец             | деревня | →0        | Раздольевское             |
| 32  | Гриденка            | деревня | →0        | Раздольевское             |
| 33  | Давыдовское         | село    | ↘117      | Ильинское                 |
| 34  | Дворяткино          | деревня | →0        | Есиплевское               |
| 35  | Деево               | деревня | →0        | Флорищинское              |
| 36  | Демлево             | деревня | →0        | Раздольевское             |
| 37  | Дмитриевский Погост | деревня | ↘8        | город Кольчугино          |
| 38  | Дубки               | посёлок | ↘87       | Раздольевское             |
| 39  | Дубки               | село    | ↘100      | Раздольевское             |
| 40  | Дьяконово           | деревня | ↗3        | Флорищинское              |
| 41  | Ежово               | деревня | ↘14       | Бавленское                |
| 42  | Ельцино             | село    | ↗117      | Раздольевское             |
| 43  | Есиплево            | село    | ↘208      | Есиплевское               |
| 44  | Журавлиха           | деревня | ↗21       | Раздольевское             |
| 45  | Завалино            | село    | ↘21       | Раздольевское             |
| 46  | Зайково             | деревня | ↗57       | город Кольчугино          |
| 47  | Запажье             | деревня | ↘0        | Раздольевское             |
| 48  | Зекрово             | деревня | →0        | Бавленское                |
| 49  | Зиновьево           | село    | ↘70       | Раздольевское             |
| 50  | Золотуха            | посёлок | ↘186      | Ильинское                 |
| 51  | Ивашково            | деревня | ↗12       | Есиплевское               |
| 52  | Ильинское           | село    | ↘143      | Ильинское                 |
| 53  | Кашино              | деревня | →9        | Раздольевское             |
| 54  | Клементьево         | деревня | ↗10       | Раздольевское             |
| 55  | Клины               | посёлок | ↘10       | Бавленское                |
| 56  | Клины               | село    | →0        | Бавленское                |
| 57  | Кожино              | деревня | →5        | Флорищинское              |
| 58  | Кольчугино          | город   | ↘37 741   | город Кольчугино          |
| 59  | Конышево            | деревня | ↗19       | Раздольевское             |
| 60  | Копылки             | деревня | ↘41       | Есиплевское               |
| 61  | Коробовщина         | село    | ↘14       | Раздольевское             |
| 62  | Коробовщинский      | посёлок | ↗46       | Раздольевское             |
| 63  | Косковка            | деревня | ↗7        | Раздольевское             |
| 64  | Костеево            | деревня | →9        | Есиплевское               |
| 65  | Красная Гора        | деревня | ↘37       | Ильинское                 |
| 66  | Красный Ручей       | деревня | ↗2        | Ильинское                 |
| 67  | Кривдино            | деревня | ↗4        | Бавленское                |
| 68  | Кривцово            | деревня | ↘1        | Есиплевское               |
| 69  | Кудрявцево          | деревня | →9        | Раздольевское             |
| 70  | Лаврениха           | деревня | ↘7        | Раздольевское             |
| 71  | Лаврово             | деревня | →0        | Раздольевское             |
| 72  | Ладожино            | деревня | ↗8        | Флорищинское              |
| 73  | Левашово            | деревня | →15       | Флорищинское              |
| 74  | Литвиново           | деревня | ↗310      | город Кольчугино          |
| 75  | Литвиново           | посёлок |           | город Кольчугино          |
| 76  | Литвиновские Хутора | деревня | ↘6        | город Кольчугино          |
| 77  | Лычёво              | деревня | ↗13       | Ильинское                 |
| 78  | Макарово            | деревня | ↗21       | Флорищинское              |
| 79  | Малое Братцево      | деревня | ↗18       | Ильинское                 |
| 80  | Марино              | деревня | ↗12       | Раздольевское             |
| 81  | Марково             | деревня | ↗13       | Раздольевское             |
| 82  | Марьино             | деревня | ↗89       | город Кольчугино          |
| 83  | Металлист           | посёлок | ↘421      | Флорищинское              |
| 84  | Микляиха            | деревня | ↗5        | Раздольевское             |
| 85  | Мильтино            | деревня | ↗1        | Раздольевское             |
| 86  | Некрасовка          | деревня | ↗1        | Раздольевское             |
| 87  | Нефёдовка           | деревня | ↗12       | Есиплевское               |
| 88  | Николаевка          | деревня | ↗10       | Раздольевское             |
| 89  | Новая               | деревня | ↘3        | Раздольевское             |
| 90  | Новая               | деревня | ↗8        | Раздольевское             |
| 91  | Новино              | деревня | ↘0        | Раздольевское             |
| 92  | Новобусино          | село    | ↘248      | Есиплевское               |
| 93  | Новое               | село    | ↗35       | Ильинское                 |
| 94  | Новосёлка           | деревня | ↘32       | Есиплевское               |
| 95  | Новосёлка           | деревня | ↗167      | Раздольевское             |
| 96  | Новофетинино        | деревня | ↗109      | Раздольевское             |
| 97  | Новофроловское      | деревня | ↗24       | Раздольевское             |
| 98  | Ногосеково          | деревня | ↗3        | Есиплевское               |
| 99  | Обухово             | деревня | ↗22       | Ильинское                 |
| 100 | Огибка              | деревня | ↘13       | Есиплевское               |
| 101 | Олисавино           | деревня | ↘0        | Есиплевское               |
| 102 | Осино               | деревня | →17       | Флорищинское              |
| 103 | Отяевка             | деревня | ↗79       | город Кольчугино          |
| 104 | Павловка            | деревня | ↘311      | Раздольевское             |
| 105 | Паддубки            | деревня | ↗12       | Раздольевское             |
| 106 | Пантелеево          | деревня | ↗33       | Раздольевское             |
| 107 | Петрищево           | деревня | →0        | Флорищинское              |
| 108 | Петрушино           | деревня | ↘21       | Есиплевское               |
| 109 | Плоски              | деревня | ↗17       | Бавленское                |
| 110 | Поздняково          | деревня | ↗10       | Раздольевское             |
| 111 | Покровка            | деревня | →0        | Раздольевское             |
| 112 | Поляны              | деревня | ↗9        | Раздольевское             |
| 113 | Прокудино           | деревня | ↗75       | Ильинское                 |
| 114 | Раздолье            | посёлок | ↘710      | Раздольевское             |
| 115 | Сафоново            | деревня | ↘4        | Раздольевское             |
| 116 | Святково            | село    | →0        | Раздольевское             |
| 117 | Семендюково         | деревня | →17       | Бавленское                |
| 118 | Серп и Молот        | посёлок | ↘100      | Ильинское                 |
| 119 | Скородумка          | деревня | ↗24       | Раздольевское             |
| 120 | Скрябино            | деревня | →0        | Раздольевское             |
| 121 | Слобода             | деревня | ↗15       | Есиплевское               |
| 122 | Слугино             | деревня | ↗7        | Раздольевское             |
| 123 | Снегирёво           | село    | ↗30       | Раздольевское             |
| 124 | Собино              | деревня | ↗20       | Раздольевское             |
| 125 | Старая              | деревня | ↗135      | Флорищинское              |
| 126 | Старая Толба        | деревня | ↗24       | Есиплевское               |
| 127 | Стенки              | деревня | ↗116      | Раздольевское             |
| 128 | Сукманиха           | деревня | ↘14       | Раздольевское             |
| 129 | Танеево             | деревня | ↗4        | Раздольевское             |
| 130 | Тимошкино           | деревня | ↘5        | Флорищинское              |
| 131 | Товарково           | деревня | ↘14       | Бавленское                |
| 132 | Топорищево          | деревня | ↗14       | Раздольевское             |
| 133 | Троица              | деревня | ↗22       | Раздольевское             |
| 134 | Тютьково            | деревня | ↗10       | Флорищинское              |
| 135 | Тюхтово             | деревня | ↗1        | Раздольевское             |
| 136 | Ульяниха            | деревня | ↘101      | Раздольевское             |
| 137 | Флорищи             | село    | ↘203      | Флорищинское              |
| 138 | Фомино              | деревня | ↗19       | Флорищинское              |
| 139 | Хламостово          | деревня | ↗13       | Раздольевское             |
| 140 | Шишлиха             | деревня | ↗16       | Ильинское                 |
| 141 | Школьный            | посёлок | ↘3        | Есиплевское               |
| 142 | Шустино             | деревня | ↗32       | Раздольевское             |
| 143 | Яковлево            | деревня | ↗6        | Раздольевское             |

## Экономика
В Кольчугинском районе выращивают пшеницу, рожь, ячмень, овёс. Развито молочное и мясное скотоводство.
Старейшее в России металлургическое производство (Кольчугцветмет), старейшее и крупнейшее производство столовых приборов и посуды из мельхиора и серебра («Кольчуг-Мицар»).
Объём отгруженных товаров собственного производства по виду обрабатывающие производства (2008 год): 14,77 млрд руб.

## Известные уроженцы
- Артемьев, Константин Фёдорович (1914—2010) — советский тренер по тяжёлой атлетике. Родился в городе Кольчугино.
- Веденеев, Валентин Иванович (1921—1988) — военный лётчик, участник Великой Отечественной войны, подполковник, Герой Советского Союза (1945). Родился в селе Флорищи.
- Зернов, Павел Михайлович  (1905—1964) — директор Конструкторского бюро № 11 («КБ-11»); заместитель министра среднего машиностроения СССР, генерал-лейтенант инженерно-танковой службы. Дважды Герой Социалистического Труда (1949, 1956). Лауреат Ленинской и дважды лауреат Сталинской премий. Родился  в деревне Литвиново.
- Ляскин, Григорий Осипович (1897—1976) — советский военачальник, генерал-майор. В 1918—1919 гг. принимал участие в охране Советского правительства, стоял на посту при входе в квартиру и кабинет В. И. Ленина. Во время Великой Отечественной войны представлялся к званию Героя Советского Союза.  Родился в деревне Левашово.
- Рачков, Павел Акимович (1923—1947) — военный лётчик, участник Великой Отечественной войны, капитан, Герой Советского Союза (1945). Родился в деревне Малое Кузьминское.
- Серюгин, Михаил Петрович (1906—1975) — советский военачальник, генерал-лейтенант. Во время Великой Отечественной войны дважды представлялся к званию Героя Советского Союза. Родился в селе Ильинском.
- Шмелёв, Николай Александрович (1922—1986) — военный лётчик, участник Великой Отечественной войны, полковник, Герой Советского Союза (1945). Родился в деревне Блудово (ныне Берёзовая Роща).